# Remigijus Baniulis
Remigijus Baniulis (* 7. Dezember 1963 in Vilnius) ist ein litauischer Beamter, General der Feuerwehr.

## Leben
1978 absolvierte Baniulis die technische Schule für Feuerwehrtechnik Leningrad am Innenministerium Russlands Techniker der Feuerwehrsicherheit. 1991 absolvierte er die Akademie des Feuerwehrdienstes am Innenministerium Russlands und wurde Ingenieur der Feuerwehrtechnik und Sicherheit. Ab 1985 arbeitete er bei der Feuerwehr in Sowjetlitauen. Von 1999 bis 2001 leitete er als Direktor Personal-Departement am Innenministerium Litauens. Ab 2001 war er stellvertretender Direktor und von 2006 bis 2016 er Direktor der Feuerwehr Litauens am Innenministerium Litauens. 2006 wurde er vom Ministerpräsidenten Gediminas Kirkilas zum General im Innendienst befördert.
Baniulis ist Mitglied der Sozialdemokraten-Partei LSDP (seit 2019).
Er ist verheiratet. Mit Frau Renata hat er drei Kinder.

## Auszeichnung
- 2003: Vyčio Kryžiaus ordino medalis[3]